# Владимир Илиев (биатлонист)
Вижте пояснителната страница за други личности с името Владимир Илиев.
Владимир Илиев Илиев е български състезател по биатлон. Роден е на 17 март 1987 в град Троян, сребърен медалист от световното първенство в Йостершунд 2019, европейски шампион в дисциплината спринт от Европейското първенство в Душники Здрой, Полша през 2017 г., а също и двукратен бронзов медалист от европейски първенства.. Участва на Олимпиадите във Ванкувър през 2010 и Сочи през 2014. Спортист номер 1 на България за 2019 година.

## Кариера

### Ранна кариера
Владимир Илиев участва в състезания от 1997 година и е част от националния отбор по биатлон на България от 2004 година. Първите му състезания са на ниво Европейска купа през сезон 2004/2005 в стартовете в Обертилиах. Участва също и в Гармиш Партенкирхен, Риднаун, но точки взима на Младежкото Световно първенство по биатлон в Контиолахти с 25-о и 21-во място в спринта и преследването. Сезон 2005/2006 той продължава да се състезава на ниво Европейска купа. Постига най-добри резултати – 7-о на масовия старт В Гурнигел, 9-о на преследването в Мартел и 15-о място на индивидуалното в Риднаун. На Младежкото Световно първенство Илиев се класира 21-ви, 18-и и 35-и на спринта, преследването и индивидуалното.

### Дебют и навлизане в Световната купа
Сезон 2006/2007 той дебютира на ниво Световна купа на спринта в Йостерсунд и завършва 105-и. Владимир продължава да се състезава предимно на Европейска купа. Най-доброто му класиране е 7-о място на спринта във Форни Аволтри. Този сезон участва и на първото си Световно първенство при мъжете, освен и това, че се състезава и на Младежкото Световно. На двете първенства той се класира съответно два пъти в топ 30 при юношите, и 86-и и 63-ти на спринта и преследването при мъжете. През сезон 2007/2008 за пръв път се качва на подиума на състезание от Европейската купа, побеждавайки на спринта на домашна земя, в Банско, а на последвалото преследване завършва 2-ри. В Брежно Осърблие се класира 3-ти спринта и 4-ти на преследването. На Световното първенство участва на спринта и се класира 96-и, а също и е трети пост в щафетата, завършила 20-а. Сезон 2008/2009 Илиев вече започва да се състезава на ниво Световна купа. Стартира в Йостершунд, Хохфилцен, Оберхоф, Руполдинг и Антхолц, но само веднъж влиза в топ 70. Първите му точки за Световна купа идват точно на Световното в Пьонг Чанг след 32-ро място на индивидуалното. На Световното първенство участва на спринта и се класира 96-и, а също и е трети пост в щафетата, завършила 20-а. Следващият сезон той не показва напредък – завършва между 64-то и 93-то място на стартовете. На Олимпиадата във Ванкувър той остава 83-ти и 79-и на спринта и преследването и участва в щафетата, завършила 16-а. На Европейското в Отепя Владимир се класира 13-и на спринта и преследването. Сезон 2010/2011 Илиев все още се подвизава в Световната купа без дори да влиза в преследванията. Сезон 2011/2012 се оказва неговия най-силен дотогава. Започва с 45-о място в Йостершунд на индивидуалното. На спринта в Хохфилцен след една грешка в стрелбата се класира 20-и. До края на сезона продължава с класирания между 40-о и 60-о място, като завършва сезона с 40-о и изкачване до 22-ро в спринта и преследването. На Световното първенство в Руполдинг след 57-о в спринта, не стартира в преследването, но на индивидуалното се представя силно и завършва 16-и.

### Редовно влизане в точките
Сезон 2012/2013 Илиев показва още по-голям напредък. В началото му стартира без точки от Йостершунд, като завършва 43-ти и 41-ви на спринта и преследването. В Хохфилцен остава 75-и в спринта, но в Поклюка постига най-доброто си постижение за Световната купа – завършва 6-и на спринта след чиста стрелба. На последвалото преследване се класира 23-ти. Благодарение на доброто си представяне, той участва и на масовия старт, но там след 4 грешки остава 28-и. Взима точки и в Руполдинг, и на спринта и преследването в Антхолц, но без някакви блестящи класирания. На Световното в Нове Место сле 42-ро място в спринта, успява да се изкачи до 39-о в преследването. На щафетата България се класира 9-а. До края на сезона той вдига нивото – В Осло на спринта и преследването съответно се класира 24-ти и 38-и. На късата дистанция в Сочи той се въпреки грешката в стрелбата си завършва 21-ви. За край на сезона той постига 33-то и 34-то място на спринта и преследването в Ханти-Мансийск.
Сезон 2013/2014 той показва отстъпление в резултатите си – влиза в точките само на спринта в Хохфилцен /40-о място/, на спринта и преследването в Антхолц /28-о и 15-о място/, на индивидуалното на Олимпиадата /38-о място/ и на спринта в Осло /37-о място/. На Олимпиадата в Сочи освен 38-ото си на индивидуалното, се класира 59-и и 54-ти на спринта и преследването.
Сезон 2014/2015 Владимир вече започва още по-редовно и още по-добре да се класира в точките. След 30-о място в индивидуалното и изкачване до 37-о в преследването след 57-о в спринта, той постига много силен уикенд в Хохфилцен – 19-и в спринта и 11-и в преследването с по един пропуск. В Поклюка Илиев продължава стабилното си представяне от Хохфилцен – 17-и на спринта, 36-и на преследването, но след 6 пропуска на масовия старт той завършва 28-и. В Оберхоф той участва в отбора за щафетата, с която се класира 7-и – най-доброто постижение на мъжката българска щафета. На спринта се класира 14-и, а после на масовия – 19-и. Руполдинг се оказва също сравнително успешна за него – класира се 17-и на спринта, но на масовия старт остава последен. В Антхолц Владимир, след 14-о място на спринта, допуска 7 грешки и пропада до 32-ро място на преследването. А, като потвърждение на добрия сезон, въпреки 4-те пропуска, взима бронзов медал на Европейското първенство в индивидуалното. На спринта допуска прекалено много грешки – 3, но въпреки това се класира 6-и. В Нове Место и Осло той продължава да бъде в добра форма – съответно 36-о и 24-то на спринта и преследването и 17-о и 27-о на индивидуалното и спринта. На Световното първенство в Контиолахти Владимир на неотборните дисциплини на два пъти буквално остава на пропуск от медала – 8-о на спринта след 1 грешка, и 6-о на преследването след 2. Участва и в щафетите – смесена и класическа, но остават 18-и и 16-и. За край на първенството той се класира 25-и на масовия старт. В заключителната спирка от Световната купа, в Ханти-Мансийск, Илиев завършва сезона със съответно 34-то, 33-то и 30-о място на спринта, преследването и масовия старт. Така Владимир прави най-успешния си сезон в Световната купа – 25-о място в генералното класиране, 22-ро в класирането за дисциплината индивидуално и преследване, 20-о за спринта и 29-о за масовия.
Сезон 2015/2016 бележи лек спад в представянето на Владимир. Започва с 66-о място на индивидуалното в Йостершунд. Обаче на спринта се класира 21-ви, а на преследването 17-и. В Поклюка взима точки единствено от преследването след 37-о място. В Руполдинг Илиев завършва 20-и на спринта, но не завършва на преследването. Участва и в щафетата, завършила 9-а. Представянето му се пренася и в Антхолц-Антерселва – 29-и и 33-ти на спринта и преследването. В Преск Айл той постига най-доброто си класиане за сезона – 8-о място на преследването, след като стартира 21-ви от спринта. На Европейското първенство в Тюмен Илиев взима втория си бронзов медал в кариерата на масовия старт след 2 грешки в стрелбата. На спринта пак остава на грешка от медала, завършвайки 5-и. На Световното първенство в Осло представянето на Владимир е най-стабилното от целия му сезон – 10-о място на спринта, 24-то на преследването, 21-во на индвидуалното, 21-во на масовия, 13-о в щафетата и 16-о в смесената щафета.

## Олимпийски игри
| Игри           | Индивидуално | Спринт | Преследване | Масов Старт | Щафета | Смесена щафета |
| -------------- | ------------ | ------ | ----------- | ----------- | ------ | -------------- |
| Ванкувър 2010  | 79-о         | 83-то  | –           | –           | 16-о   | –              |
| Сочи 2014      | 38-о         | 59-о   | 54-то       | –           | 15-о   | –              |
| Пьонгчанг 2018 | 19-о         | 54-то  | 46-о        | –           | 16-о   | 17-о           |
| Пекин 2022     | 61-во        | 31-во  | 25-о        | –           | 18-о   | 19-о           |

## Световни първенства
| Event               | Индивидуално | Спринт | Преследване | Масов Старт | Щафета | Смесена щафета |
| ------------------- | ------------ | ------ | ----------- | ----------- | ------ | -------------- |
| Антхолц 2007        | 63-то        | 86-о   | –           | –           | 18-о   | 18-о           |
| Йостерсунд 2008     | –            | 96-о   | –           | –           | 20-о   | –              |
| Пьонгчанг 2009      | 32-ро        | 84-то  | –           | –           | 11-о   | –              |
| Ханти-Мансийск 2011 | 88-о         | 59-о   | –           | –           | 16-о   | –              |
| Руполдинг 2012      | 57-о         | 16-о   | DNF         | –           | 17-о   | –              |
| Нове Место 2013     | DNF          | 42-ро  | 39-о        | –           | 9-о    | –              |
| Контиолахти 2015    | 27-о         | 8-о    | 6-о         | 25-о        | 16-о   | –              |
| Холменколен 2016    | 21-во        | 10-о   | 24-то       | 21-во       | 13-о   | 16-о           |
| Хохфилцен 2016      | 24-то        | 13-о   | 18-о        |             |        | 17-о           |
| Йостершунд 2019     | 2-ро         | 38-о   | 37-о        |             |        |                |